# Maggior alleato non-NATO
     Stati Uniti d'America
     Altri membri della NATO
     Maggiori alleati non-NATO
     Maggiori alleati non-NATO in passato

Stati Uniti d'America
Altri membri della NATO
Maggiori alleati non-NATO
Maggiori alleati non-NATO in passato

Nella legislazione degli Stati Uniti d'America, "maggior alleato non-NATO" (in inglese Major non-NATO ally o MNNA) è la designazione data a quegli Stati a cui è concessa una serie di privilegi nei loro rapporti con gli Stati Uniti stessi nei settori della difesa e della cooperazione in materia di sicurezza, ma che non fanno parte dell'alleanza militare della NATO. Gli MNNA non godono di per sé di un patto di mutua difesa o di sicurezza collettiva con gli Stati Uniti (come invece avviene per i membri della NATO), ma dispongono di vantaggi finanziari, commerciali e militari che solo i paesi membri della NATO posso normalmente ottenere.
Diciannove Stati sono ufficialmente designati come MNNA: dieci in Asia (Bahrein, Corea del Sud, Filippine, Giappone, Giordania, Kuwait, Israele, Qatar, Pakistan e Thailandia), quattro in Africa (Egitto, Kenya, Marocco e Tunisia), tre in America meridionale (Argentina, Brasile e Colombia) e due in Oceania (Australia e Nuova Zelanda). Taiwan gode di fatto dei privilegi di un MNNA pur non essendo mai stata designata ufficialmente come tale; l'Afghanistan è stato un MNNA dal 2012 al 2022.

## Storia
La designazione di "maggior alleato non-NATO" venne creata nel 1987, quando il Congresso degli Stati Uniti d'America approvò un apposito emendamento al Titolo 10 dello United States Code: l'emendamento autorizzava il Segretario della difesa degli Stati Uniti d'America, in accordo con il Segretario di Stato, a stipulare accordi di cooperazione in ricerca e sviluppo nel settore della difesa con gli alleati degli Stati Uniti non membri della NATO. I primi Stati a essere designati MNNA furono quindi l'Australia, la Corea del Sud, l'Egitto, il Giappone e Israele.
Nel 1996 un secondo emendamento del Congresso al Titolo 22 dello United States Code specificò e ampliò i diritti concessi agli MNNA nel campo delle esportazioni degli armamenti statunitensi, aggiungendo disposizioni a loro favorevoli ai precedenti Foreign Assistance Act e Arms Export Control Act. L'emendamento aggiunse inoltre la Nuova Zelanda all'elenco degli MNNA già designati, e conferì al Presidente degli Stati Uniti d'America il potere di conferire o revocare lo status di MNNA a qualsiasi altra nazione, previa notifica scritta al Congresso almeno 30 giorni prima della decisione. I successivi MNNA furono quindi designati con atti del Presidente: Giordania (1997), Argentina (1998), Bahrein (2002), Filippine, Thailandia, Kuwait, Marocco e Pakistan (2004), Tunisia (2015), Brasile (2019), Colombia e Qatar (2022), Kenya (2024).
Taiwan non è mai stata ufficialmente designata come MNNA, ma una disposizione legislativa del Congresso approvata nel 2002 ha imposto di trattarla allo stesso modo degli altri MNNA per quanto riguarda tutti i privilegi loro concessi. L'Afghanistan fu designato come MNNA da un atto presidenziale nel 2012, ma questo status venne revocato sempre con atto presidenziale nel 2022 dopo la caduta della Repubblica afghana e il ripristino del regime dei Talebani nel paese.

## Status
Tra i principali privilegi concessi dalla legislazione statunitense agli MNNA vi sono:
- l'idoneità a ricevere prestiti di materiali, forniture e attrezzature della difesa per scopi di ricerca cooperativa, sviluppo o valutazione;
- l'idoneità a essere scelti come luoghi per stoccare, al di fuori delle strutture militari statunitensi, le riserve di materiale bellico di proprietà degli Stati Uniti;
- la possibilità di stipulare accordi reciproci con gli Stati Uniti nel campo della formazione militare, su base bilaterale o multilaterale, previo il rimborso di tutti i costi diretti statunitensi;
- l'idoneità alla consegna prioritaria, nella misura massima possibile, degli articoli per la difesa in eccesso trasferiti ai sensi del Foreign Assistance Act (per gli Stati ubicati sul fianco meridionale o sud-orientale della NATO);
- l'idoneità all'acquisto, a titolo oneroso, di munizioni all'uranio impoverito;
- l'idoneità a stipulare un protocollo d'intesa o altro accordo formale con il Dipartimento della Difesa degli Stati Uniti, allo scopo di condurre progetti di ricerca e sviluppo cooperativi su equipaggiamenti per la difesa e munizioni;
- il permesso alle aziende dello Stato in questione di fare offerte per contratti di manutenzione, riparazione o revisione delle attrezzature del Dipartimento della Difesa degli Stati Uniti collocate al di fuori degli Stati Uniti;
- la concessione di finanziamenti per l'acquisto di dispositivi per il rilevamento di esplosivi e per altri progetti di ricerca e sviluppo nel campo dell'antiterrorismo, sotto gli auspici di un apposito gruppo di lavoro di supporto tecnico del Dipartimento di Stato.

## Lista
| Presidente     | Stato         | Anno  | Note  |
| -------------- | ------------- | ----- | ----- |
| Ronald Reagan  | Australia     | 1987  | [ 1 ] |
| Ronald Reagan  | Corea del Sud | 1987  | [ 1 ] |
| Ronald Reagan  | Egitto        | 1987  | [ 1 ] |
| Ronald Reagan  | Giappone      | 1987  | [ 1 ] |
| Ronald Reagan  | Israele       | 1987  | [ 1 ] |
| Bill Clinton   | Nuova Zelanda | 1996  | [ 2 ] |
| Bill Clinton   | Giordania     | 1997  | [ 2 ] |
| Bill Clinton   | Argentina     | 1998  | [ 2 ] |
| George W. Bush | Bahrein       | 2002  | [ 2 ] |
| George W. Bush | Taiwan        | 2002  | [ 6 ] |
| George W. Bush | Filippine     | 2004  | [ 2 ] |
| George W. Bush | Kuwait        | 2004  | [ 2 ] |
| George W. Bush | Marocco       | 2004  | [ 2 ] |
| George W. Bush | Pakistan      | 2004  | [ 2 ] |
| George W. Bush | Thailandia    | 2004  | [ 2 ] |
| Barack Obama   |               |       |       |
| Tunisia        | 2015          | [ 2 ] |       |
| Donald Trump   | Brasile       | 2019  | [ 3 ] |
| Joe Biden      | Colombia      | 2022  | [ 4 ] |
| Joe Biden      | Qatar         | 2022  | [ 4 ] |
| Joe Biden      | Kenya         | 2024  | [ 5 ] |